# Caribou (Maine)
Caribou es una ciudad ubicada en el condado de Aroostook en el estado estadounidense de Maine. En el Censo de 2010 tenía una población de 8.189 habitantes y una densidad poblacional de 39,48 personas por km².

## Geografía
Caribou se encuentra ubicada en las coordenadas 46°50′12″N 67°56′10″O / 46.83667, -67.93611. Según la Oficina del Censo de los Estados Unidos, Caribou tiene una superficie total de 207.45 km², de la cual 205.28 km² corresponden a tierra firme y (1.04%) 2.17 km² es agua.

### Clima
| Parámetros climáticos promedio de Caribou Municipal Airport, Maine (normales 1991–2020, extremos 1939–presente) | Parámetros climáticos promedio de Caribou Municipal Airport, Maine (normales 1991–2020, extremos 1939–presente) | Parámetros climáticos promedio de Caribou Municipal Airport, Maine (normales 1991–2020, extremos 1939–presente) | Parámetros climáticos promedio de Caribou Municipal Airport, Maine (normales 1991–2020, extremos 1939–presente) | Parámetros climáticos promedio de Caribou Municipal Airport, Maine (normales 1991–2020, extremos 1939–presente) | Parámetros climáticos promedio de Caribou Municipal Airport, Maine (normales 1991–2020, extremos 1939–presente) | Parámetros climáticos promedio de Caribou Municipal Airport, Maine (normales 1991–2020, extremos 1939–presente) | Parámetros climáticos promedio de Caribou Municipal Airport, Maine (normales 1991–2020, extremos 1939–presente) | Parámetros climáticos promedio de Caribou Municipal Airport, Maine (normales 1991–2020, extremos 1939–presente) | Parámetros climáticos promedio de Caribou Municipal Airport, Maine (normales 1991–2020, extremos 1939–presente) | Parámetros climáticos promedio de Caribou Municipal Airport, Maine (normales 1991–2020, extremos 1939–presente) | Parámetros climáticos promedio de Caribou Municipal Airport, Maine (normales 1991–2020, extremos 1939–presente) | Parámetros climáticos promedio de Caribou Municipal Airport, Maine (normales 1991–2020, extremos 1939–presente) | Parámetros climáticos promedio de Caribou Municipal Airport, Maine (normales 1991–2020, extremos 1939–presente) |
| Mes | Ene. | Feb. | Mar. | Abr. | May. | Jun. | Jul. | Ago. | Sep. | Oct. | Nov. | Dic. | Anual |
| --- | --- | --- | --- | --- | --- | --- | --- | --- | --- | --- | --- | --- | --- |
| Temp. máx. abs. (°C)                                                                                            | 11.7 | 15 | 23.9 | 30 | 35.6 | 35.6 | 35 | 35 | 33.3 | 27.8 | 23.9 | 15.6 | 35.6 |
| Temp. máx. media (°C)                                                                                           | -6.2 | -4.4 | 1.3 | 8.7 | 17.2 | 22.3 | 25.1 | 24.3 | 19.6 | 11.8 | 4.2 | -2.5 | 10.1 |
| Temp. media (°C)                                                                                                | -11.3 | -9.9 | -3.9 | 3.6 | 11.2 | 16.3 | 19.3 | 18.3 | 13.7 | 6.9 | 0.3 | -6.7 | 4.8 |
| Temp. mín. media (°C)                                                                                           | -16.3 | -15.3 | -9.1 | -1.4 | 5.2 | 10.3 | 13.5 | 12.3 | 7.7 | 2.2 | -3.6 | -10.9 | -0.4 |
| Temp. mín. abs. (°C)                                                                                            | -38.3 | -40.6 | -33.3 | -20 | -7.8 | -1.1 | 2.2 | 1.1 | -5 | -10 | -22.2 | -35 | -40.6 |
| Precipitación total (mm)                                                                                        | 74.9 | 61.5 | 70.4 | 75.9 | 87.9 | 98.8 | 107.4 | 91.7 | 87.4 | 101.3 | 85.1 | 91.4 | 1033.8 |
| Nevadas (cm) | 63.5 | 64.3 | 54.4 | 21.1 | 2 | 0 | 0 | 0 | 0.3 | 4.3 | 26.4 | 64 | 300.2 |
| Días de precipitaciones (≥ 0.2 mm)                                                                              | 14.0 | 12.1 | 12.5 | 13.1 | 14.7 | 13.8 | 14.4 | 13.0 | 11.5 | 13.5 | 13.4 | 14.9 | 160.9 |
| Días de nevadas (≥ 0.2 cm)                                                                                      | 14.0 | 11.8 | 10.6 | 4.9 | 0.5 | 0.0 | 0.0 | 0.0 | 0.1 | 1.2 | 6.9 | 13.0 | 63.0 |
| Humedad relativa (%)                                                                                            | 92 | 93 | 93 | 86 | 75 | 77 | 78 | 80 | 80 | 81 | 82 | 89 | 83.8 |
| Fuente: NOAA | | | | | | | | | | | | | |

## Demografía
Según el censo de 2010, había 8.189 personas residiendo en Caribou. La densidad de población era de 39,48 hab./km². De los 8.189 habitantes, Caribou estaba compuesto por el 96.04% blancos, el 0.43% eran afroamericanos, el 1.38% eran amerindios, el 0.68% eran asiáticos, el 0.05% eran isleños del Pacífico, el 0.23% eran de otras razas y el 1.18% pertenecían a dos o más razas. Del total de la población el 0.82% eran hispanos o latinos de cualquier raza.